# Ludwig Hirzel (teolog)
Ludwig Hirzel, född den 27 augusti 1801 i Zürich, död där den 13 april 1841, var en schweizisk teolog. Han var son till kyrkohistorikern Heinrich Hirzel, bror till förläggaren Salomon Hirzel och far till litteraturhistorikern Ludwig Hirzel.
Hirzel studerade teologi vid Collegium Carolinum i sin hemstad. Han fortsatte sin utbildning i Tyskland, där han främst ägnade sig åt Gamla Testamentets exegetik och orientaliska språk. År 1823 återvände han till Zürich, där han undervisade i hebreiska och teologi vid Carolinum. År 1833 blev han extra ordinarie professor i teologi vid det nygrundade universitetet i Zürich. Hirzel utgav Kurzgefaßten exegetischen Handbuchs zum alten Testament, (1839) och Kommentar zum Hiob (1839, ny upplaga 1869 ombesörjd av August Dillmann).